# 權逸
權逸（韓語：권일；1911年8月22日—2001年4月3日），又名權赫周（韓語：권혁주），日本名權藤嘉郞，是在日本大韓民國民團中央團長，顧問，前滿州國法官、日本的律師和韓國國會議員。

## 來歷
他生於朝鮮日治時期慶尚北道醴泉郡。
- 1937年高等文官考試司法科合格
- 1938年明治大學法學部畢業
- 滿洲國大同學院畢業
- 滿洲國法官
- 第二次世界大戰後在日本成為執業律師
- 1961年－1967年-出任在日本大韓民國居留民團中央本部團長
- 1967年－出任韓國共和黨大總統選舉對策委顧問和韓國國會議員
- 1968年-獲韓國國民勲章牡丹章
- 1982年-獲國民勲章無窮花章
- 1988年-獲日本國政府授予勲二等瑞寶章
- 2008年-被親日人名辭典海外部門登錄為親日派

## 著作
- 韓國親族繼承法（1961年）
- 權逸回憶錄（1987年）